# (474640) Alicanto
(474640) Alicanto, provisorische Bezeichnung 2004 VN112, ist ein Planetoid, der am 6. November 2004 an der Cerro Tololo Observatory, La Serena entdeckt wurde und zur Gruppe der Kuipergürtel-Planetoiden gehört. Der Asteroid läuft auf einer hoch exzentrischen Bahn in etwa 5700 Jahren um die Sonne. Die Bahnexzentrizität seiner Bahn beträgt 0,85, wobei diese 25,6° gegen die Ekliptik geneigt ist.